# Otto von Gehren
Otto Hugo August Christian von Gehren (* 10. Dezember 1817 in Marburg; † 15. Oktober 1896 in Kassel) war ein deutscher Verwaltungsjurist und Politiker im Kurfürstentum Hessen und nach 1866 im Königreich Preußen. Als Mitglied der Deutschkonservativen Partei war er von 1879 bis 1888 Abgeordneter im Preußischen Landtag und von 1881 bis 1890 im Reichstag.

## Familie
Otto von Gehren war ein Sohn des kurfürstlich hessischen Regierungsprokurators und Staatsanwalts Henrich Otto von Gehren (1766–1843) und dessen Ehefrau Amalia geb. von Vulpius (* 1780; † 1834), Tochter der Ursula Margarethe von Bippen und des Pernauers Kaufmanns Heinrich von Vulpius.
Er war verheiratet mit Wilhelmine von Gehren geb. Gleim, einer Adoptivtochter des großherzoglich hessischen Obersten Bernhard von Gehren in Darmstadt. Otto von Gehren war der Vater des  Reinhard von Gehren (1865–1930) und des Philipp von Gehren (1868–1931), Landrat im Kreis Goldap, Ostpreußen.

## Leben
Gehren studierte zunächst Medizin, dann Rechtswissenschaft und Kameralwissenschaft an der Philipps-Universität Marburg. 1839 wurde er im Corps Hassia Marburg aktiv. 1843 wurde er Referendar bei der dortigen Regierung und 1850 provisorisch 2. Verwaltungsbeamter beim Verwaltungsamt Kirchhain. 1852 kam er als Assessor ans Landratsamt Marburg. 1854 wurde er Kreissekretär in Schlüchtern. Seit 1861 Assessor bei der Polizeidirektion Kassel, wurde er 1863 Landrat im Kreis Ziegenhain. Nach der Annexion Kurhessens 1866 wurde er in den preußischen Staatsdienst übernommen und zum Landrat im Kreis Frankenberg ernannt, zwei Jahre später wechselte er in den Kreis Homberg. Mit dem Charakter als Geheimer Regierungsrat trat er zum 1. Oktober 1895 in den Ruhestand.
Otto von Gehren war von 1879 bis 1888 Mitglied des Preußischen Abgeordnetenhauses. Von 1881 bis 1890 saß er für den Reichstagswahlkreis Regierungsbezirk Kassel 3 im Reichstag (Deutsches Kaiserreich). Die Stadt Homberg (Efze) ernannte ihn zu ihrem Ehrenbürger.